# Championnat de France masculin de handball de deuxième division 2005-2006
Navigation
Division 2 2004-2005 Division 2 2006-2007
Le championnat de France de handball masculin de deuxième division 2005-2006 est la cinquante-quatrième édition de cette compétition et la dixième édition depuis que la dénomination de Division 2 a été posée.
À l'issue de la saison, le SMV Porte Normande et le Villeurbanne Handball Association sont promus en Division 1 tandis que le Belfort aire urbaine handball, Stade Messin Étudiants Club et le Livry-Gargan handball sont relégués en Nationale 1.

## Classement
Le classement final est
|    | Équipe                          | Pts | J  | G  | N | P  | Bp  | Bc  | Diff | Dép |
| -- | ------------------------------- | --- | -- | -- | - | -- | --- | --- | ---- | --- |
| 1  | SMV Porte Normande              | 78  | 30 | 22 | 4 | 4  | 832 | 713 | 119  | -   |
| 2  | Villeurbanne HBA                | 72  | 30 | 19 | 4 | 7  | 857 | 779 | 78   | 11  |
| 3  | OC Cesson                       | 72  | 30 | 20 | 2 | 8  | 807 | 739 | 68   | -11 |
| 4  | AS Saint-Raphaël (R)            | 70  | 30 | 19 | 2 | 9  | 840 | 786 | 54   | -   |
| 5  | HBC Nantes (P)                  | 69  | 30 | 19 | 1 | 10 | 829 | 810 | 19   | -   |
| 6  | HBC Conflans                    | 67  | 30 | 17 | 3 | 10 | 795 | 765 | 30   | -   |
| 7  | ASCA Wittelsheim                | 64  | 30 | 15 | 4 | 11 | 855 | 854 | 1    | -   |
| 8  | Aurillac HB CA (P)              | 61  | 30 | 14 | 3 | 13 | 844 | 843 | 1    | -   |
| 9  | GFCO Ajaccio                    | 57  | 30 | 13 | 1 | 16 | 818 | 846 | -28  | 5   |
| 10 | Aix UC                          | 57  | 30 | 13 | 1 | 16 | 661 | 685 | -24  | -5  |
| 11 | Handball Club Villeneuve-d'Ascq | 55  | 30 | 12 | 1 | 17 | 781 | 798 | -17  | -   |
| 12 | Billère Handball                | 53  | 30 | 11 | 1 | 18 | 721 | 755 | -34  | -   |
| 13 | ASPTT Nancy                     | 52  | 30 | 10 | 2 | 18 | 722 | 754 | -32  | 8   |
| 14 | Belfort AU HB                   | 52  | 30 | 9  | 4 | 17 | 763 | 781 | -18  | -8  |
| 15 | SMEC Metz (P)                   | 42  | 30 | 5  | 2 | 23 | 743 | 811 | -68  | -   |
| 16 | Livry-Gargan handball (R)       | 39  | 30 | 3  | 3 | 24 | 723 | 872 | -149 | -   |

Légende
|     | Promu en Division 1                      |
|     | Relégation en Nationale 1                |
| (R) | Relégué de Division 1 en début de saison |
| (P) | Promu de Nationale 1 en début de saison  |

## Statistiques et récompenses
Le 7 Handzone de D2 Masculine est
- Meilleur buteur : Guillaume Saurina (Villeurbanne HBA), 257 buts
- Meilleur joueur : Guillaume Saurina (Villeurbanne HBA)

- Meilleur gardien de but : Slaviša Đukanović (SMV Porte Normande)
- Meilleur ailier gauche : Guillaume Stocker (Belfort)
- Meilleur arrière gauche : Martin Valent (Wittelsheim) et Guillaume Saurina (Villeurbanne HBA)
- Meilleur demi-centre : Nikola Vojinović (St Raphaël)
- Meilleur arrière droit : Karim Yala (Nantes)
- Meilleur ailier droit : Miguel Gracia (SMV Porte Normande)
- Meilleur pivot : Grégory Lécu (Aurillac)

- Meilleur défenseur : Kevin Visioli (Aix en Provence)
- Meilleur entraîneur : David Christmann (OC Cesson)

Le 7 espoir Handzone (joueurs nés en 1981 et après) est
- Meilleur joueur : Adriano Marlin (OC Cesson)

- Meilleur gardien de but : Vincent Gérard (SMEC Metz)
- Meilleur ailier gauche : Yvan Gérard (SMEC Metz)
- Meilleur arrière gauche : Adriano Marlin (OC Cesson)
- Meilleur demi-centre : Rémi Oliver (Ajaccio)
- Meilleur arrière droit : Guirrec Cherrier (Aix en Provence)
- Meilleur ailier droit : Mathias Ortega (Villeurbanne)
- Meilleur pivot : Mathieu Lanfranchi (SMV Porte Normande)

- Meilleur défenseur : Alexis Bertrand (OC Cesson)